# Akvitanija
Akvitanija (francosko Aquitaine, baskovsko Akitania, okcitansko Aquitània) je bila do leta 2015 jugozahodna francoska regija ob meji s Španijo, ob Atlantskem oceanu. Od 1. januarja 2016 je del regije Nova Akvitanija. Glavno administrativno in zgodovinsko pomembno mesto je Bordeaux.

## Geografija
Regija leži v skrajnem jugozahodnem delu Francije ob meji s špansko avtonomno skupnostjo Navarro. Na zahodu jo obliva Biskajski zaliv, na severu meji na regiji Poitou-Charentes in Limousin, na vzhodu pa na regijo Jug-Pireneji. Sestavljena je iz petih departmajev Dordonje, Lot-et-Garonne, Pyrénées-Atlantiques, Landes in Gironde. V srednjem veku je bila Akvitanija kraljestvo in vojvodstvo, katerega meje so se močno spreminjale.
Glavne geografske značilnosti regije so:
- Côte d'Argent,
- Arcachonski bazen,
- izliv rek Garone in Dordogne, ki tvorita skupaj širok estuarij Gironde,
- zahodni del gorstva Pirenejev,
- Velika sipina Pyla (Dune de Pilat) pri Arcachonu, največja peščena sipina v Evropi.

## Zgodovina
V času rimskega zavojevanja Galije je Akvitanija postala rimska provinca Gallia Aquitania in je obsegala ozemlje od Pirenejev do reke Garone. Za časa cesarja Avgusta se je to ozemlje razširilo vse do reke Loare in pogorja Sevenov. V tem času se je za razliko od severne Galije precej romanizirala. 
V 4. stoletju AD se je ozemlje razdelilo na tri ločene province:
- severovzhodni del Aquitania prima, ki je vključeval ozemlje kasnejših provinc Berry, Bourbonnais, Auvergne, Velay, Gévaudan, Rouergue, Albigeois, Quercy in Marche,
- severozahodni del Aquitania secunda, z glavnim mestom v Burdigali (Bordeaux), ki je vsebovala kasnejše Bordelais, Poitou, Saintonge, Angoumois in zahodno Akvitanijo
- najjužnejši del Aquitania tertia ali Aquitania Novempopulana ("devetih ljudstev"), večinoma baskovsko ozemlje, ki je pokrivalo kasnejše province Bigorre, Comminges, Armagnac, Béarn, Baskijo, Gaskonjo, itd.

Po rimskem zatonu so v 5. stoletju zapolnili vrzel Vizigoti, dokler jih niso leta 507 pokorili Franki. Po koncu vdorov s strani Mavrov v 8. stoletju je s Karlom Martelom Akvitanija prešla pod Karolinško cesarstvo, kasneje pod Nevstrijo, dokler se niso v 9. stoletju lokalni grofje postopoma osvobodili kraljevega nadzora.
V 11. stoletju je bila pod Viljemom V. (995-1030) ustanovljena nova vojvodina Akvitanija s središčem v Poitiersu in je vsebovala Auvergne in Toulouse, leta 1052 pa še Gaskonjo. V stoletni vojni (1361) je pod Henrikom II. postala kneževina, neodvisna od Francije. Le-ta jo je ponovno zavzela leta 1453 po bitki pri Chatillonu in padcu Bordeauxa.